# Oksana Liatourynska
Oksana Liatourynska (née le 1er février 1902 à Katerynivka (en), morte le 13 juin 1970 à Minneapolis) était une artiste, sculptrice, écrivaine, poétesse et personnalité publique ukrainienne. Lyaturynska signait ses œuvres soit de son propre nom, soit de noms de plume : Oksana Petchenih, Oksana Vyshnevetska et Oksana Tcherlenivna ou O.L.

## Biographie
Son père, Mykhailo Liatourynsky, est officier au poste frontière russe près de Staryi Oleksynets (uk).
Dès le début des années 1920, Oksana Liatourynska étudie au lycée privé ukrainien Ivan Stechenko (en) de Kremenets. Elle émigre à l'âge de 22 ans, d'abord en Allemagne, puis en Tchécoslovaquie, et enfin aux États-Unis. Elle commence sa carrière littéraire à Prague et fait partie de l'Université libre d'Ukraine (en) regroupant des écrivains émigrés,. Elle participe activement à la vie sociale et culturelle des émigrés ukrainiens. Elle y rencontre les poètes émigrés Yevhen Malaniouk, Oleksa Stefanovytch (de), Olena Teliha et Oleh Oljytch.
Elle étudie à la faculté de philosophie de l'université Charles, au studio ukrainien d'art plastique, à l'École des arts appliqués de Prague.
En 1945, elle se retrouve dans un camp de personnes déplacées à Aschaffenbourg, en Allemagne, puis en 1949 en exil aux États-Unis. Avec l'aide de l'Union des femmes ukrainiennes (en), elle s'installe à Minneapolis.
Oksana Liatourynska meurt d'un cancer en 1970. Une urne contenant ses cendres est enterrée dans le cimetière orthodoxe ukrainien de Bound Brook, dans le New Jersey.

## Œuvres
Oksana Liatourynska utilise à plusieurs reprises l'art populaire ukrainien dans son travail.
Elle participe à de nombreuses expositions à Londres, Paris et Berlin et est reconnue comme un maître de la sculpture de portrait. Elle réalise le monument aux soldats de la République populaire d'Ukraine tombés au combat à Pardubice (1932) et les bustes de Taras Chevtchenko, Tomáš Masaryk, Symon Petlioura et Yevhen Konovalets. Plusieurs pierres tombales réalisées par Oksana Liaturynskaa sont visibles dans les cimetières de Prague.
Elle peint des portraits au crayon et au fusain, rarement à la plume, et n'utilise pratiquement jamais de peinture. Elle travaillait également la céramique, fabriquait des poupées et des œufs de Pâques colorés et originaux.
Oksana Liatourynskaa écrit également des poèmes, dès son adolescence, en 1917. Elle commence à les publier en 1931 dans de nombreux périodiques, ce qui la rend très populaire. En 1938, une série de ses poèmes est rassemblée dans un livre intitulé Husla (instrument de musique à plusieurs cordes) et en 1941, un deuxième livre, Kniazha emal' (Émail princier), est publié. En 1956, ces deux recueils et le livre Veselka (Arc-en-ciel) sont à nouveau publiés en un seul volume. En 1946, elle fait éditer Materynky (Thym sauvage), un recueil d'histoires autobiographiques pour enfants. En 1956, sort Bedryk (Chant de l'Épiphanie), un autre recueil de poèmes pour enfants. Ces deux derniers livres sont illustrés par l'auteur.
Le livre Iahilka (Une chanson de printemps, 1971) est édité à titre posthume.